# Le Dauphiné Libéré
Le Dauphiné Libéré – francuski dziennik lokalny wydawany w regionie Rodan-Alpy.
Dziennik został założony 7 września 1945 roku. Redakcja znajduje się w mieście Grenoble. Oprócz tego gazeta posiada 26 lokalnych redakcji w ośmiu departamentach.
Redaktorem naczelnym dziennika jest Jean-Pierre Souchon, natomiast właścicielem gazety jest francuska korporacja medialna EBRA.
Z dziennym nakładem, wynoszącym ponad 303 500 egzemplarzy, dziennik Le Dauphiné Libéré jest jednym z najbardziej poczytnych w regionie.